# Archie Goodwin (editor)
Archie Goodwin (8 de septiembre de 1937, Kansas City, Misuri, Estados Unidos-1 de marzo de 1998) fue un escritor, editor y dibujante de cómics estadounidense. Trabajó en varias tiras de prensa además de libros de historietas, y es conocido por su trabajo en las editoriales Warren Publishing y Marvel Comics. Para Warren, fue escritor en jefe y editor de los títulos de terror antológicos Creepy y Eerie entre 1964 y 1967. En Marvel, se desempeñó como editor en jefe de la compañía desde 1976 hasta finales de 1977. En la década de 1980, editó la revista antológica Epic Illustrated y el sello Epic Comics para Marvel. También es conocido por su trabajo en las historietas y tiras de prensa de Star Wars. Se le nombra con regularidad como el «editor de cómics más querido de todos los tiempos».

## Biografía

### Primeros años y carrera temprana
Archie Goodwin nació en Kansas City, Misuri, y vivió en muchos pueblos pequeños a lo largo de la frontera entre Kansas y Misuri, tales como Coffeyville. Consideraba a Tulsa, Oklahoma como su ciudad natal, allí pasó su adolescencia; estudió en la Will Rogers High School y pasaba su tiempo en tiendas de revistas usadas en busca de publicaciones de la editorial EC Comics. Goodwin se mudó a la ciudad de Nueva York para asistir a lo que hoy es la Escuela de Artes Visuales de Nueva York.
Goodwin tuvo sus inicios como artista dibujando caricaturas para revistas y trabajando de manera independiente como «escritor y asistente de arte ocasional» para Mary Perkins, On Stage, la tira de prensa de Leonard Starr. Su primer trabajo editorial fue para la revista Redbook, en la que trabajó antes y después de su cumplir con su servicio militar como recluta.

### Warren
La primera historia que escribió antes de ingresar al ejército fue dibujada por Al Williamson y Roy Krenkel y fue publicada en 1962, justo después de su baja del ejército. Nunca fue parte del personal de planta de Harvey Comics. En 1964 era el guionista principal de la revista Creepy de Warren. Gran parte de su trabajo allí según Mark Chiarello, editor de Batman, fue un «homenaje a los cómics favoritos de su juventud, la línea EC». Para el segundo número de Creepy, fue compartió créditos como editor con Russ Jones y pronto se convirtió en editor de toda la línea de Warren, que incluiría a Creepy, Eerie y Blazing Combat. Trabajó como escritor principal y editor en jefe para Warren entre 1964 y 1967, se le atribuye otorgarle una mitología y escribir las historias más memorables de Vampirella, un personaje clásico de Warren.
Goodwin abandonó Warren en 1967, pero contribuyó ocasionalmente historias durante los siguientes 15 años e incluso regresó a la editorial por un breve período como editor en 1974.

### Nombre famoso
La revista Ellery Queen's Mystery Magazine publicó la primera historia en prosa de Goodwin, pero le advirtió que no podía firmar como Archie Goodwin porque ese era el nombre de un personaje en los libros de Nero Wolfe, escritor por Rex Stout. De acuerdo con Anne T. Murphy, la esposa de Goodwin, los editores de la revista «estuvieron tan encantados cuando les contestó diciendo que ese era su verdadero nombre que usaron la anécdota como introducción a la historia, la cual se publicó en la edición de julio de 1962».

### Tiras de prensa y DC Comics
De 1967 a 1980, Goodwin escribió guiones para King Features Syndicate, incluida la tira de prensa diaria Agente secreto X-9, dibujada por Al Williamson, además de trabajar en otras tiras como Captain Kate. La experiencia de Goodwin y Williamson como escritor y artista fantasma, respectivamente, en la tira de prensa Dan Flagg los inspiró para crear la historia «The Success Story» para Creepy #1 (1964) de EC comics que mostraba a una persona cuya única contribución a una tira era su firma.
Goodwin trabajó brevemente para DC Comics durante la década de 1970, donde editó las historietas bélicas GI Combat, Our Fighting Forces y Star Spangled War Stories, y reemplazó a Julius Schwartz como editor de Detective Comics durante un año. También escribió el feature principal de Batman en Detective Comics, con arte de Jim Aparo, Sal Amendola, Howard Chaykin, y Alex Toth.

La colaboración de Goodwin con Walt Simonson en el feature secundario Manhunter en Detective Comics ganó varios premios; actualizó al personaje de la edad de oro de las historietas y en el último episodio de la serie tomó la audaz decisión de matarlo. Goodwin declaró sobre esta serie: 
Creo que Manhunter es uno de los varios proyectos en los que he trabajado que considero un punto culminante de mi carrera. Es algo que quizás nunca pueda superar en muchos sentidos. Haber hecho eso y que DC me haya dado la oportunidad de hacerlo fue genial.
Goodwin abandonó DC Comics en 1974 después de concluir Manhunter, en parte porque la editorial, a diferencia de sus competidoras, no devolvía el original de las ilustraciones a los dibujantes, lo que hacía difícil atraer talento para sus publicaciones.

### Marvel Comics
Goodwin trabajó por primera vez para Marvel Comics en 1968 como el primer escritor de la serie Iron Man, lanzada ese mismo año. De acuerdo con Goodwin, cuando entró en la oficina del editor Stan Lee para solicitar trabajo en Marvel, Lee escribía una historia de Iron Man y le entregó copias fotostáticas de las páginas en las que estaba trabajando como su prueba de escritor. Goodwin especuló: «supongo que si hubiera estado trabajando en Sgt. Fury [y sus Comandos Aulladores], hubiera escrito Sgt. Fury. Gracias a Dios que no estaba escribiendo Millie the Model cuando entré». Goodwin y el artista George Tuska cocrearon al supervillano Controlador en Iron Man #12 (abril de 1969).
En junio de 1972 cocreó junto con el artista John Romita Sr. a Luke Cage, el primer superhéroe afroamericano en protagonizar una serie de historietas de Marvel. Durante el corto periodo que escribió la serie La tumba de Drácula, Goodwin y el artista Gene Colan cocrearon al personaje secundario Rachel van Helsing. Goodwin cocreó con Marie Severin a la primera Spider-Woman, además de escribir su primera aparición en Marvel Spotlight #32 (febrero de 1977).

Goodwin también codiseñó la línea de historietas New Universe de Marvel y creó cuatro de las ocho series que la conformaron. Explicó: 
[El editor en jefe de Marvel] Jim Shooter sigue diciendo de mí: «Bueno, aquí está este tipo, en una reunión, de repente propone la mitad de las ideas para New Universe». Lo que esto no tiene en cuenta es que durante unos cinco o seis años he tenido estas nociones a medio formar y aquí finalmente se presenta una situación en la que encajarían todas. [...] no es como que si hubiera asistido a la reunión y de repente cuatro conceptos completos brotaron de mi frente.

#### Star Wars
En 1976, Goodwin reemplazó a Gerry Conway como editor en jefe de Marvel Comics, convirtiéndose en la octava persona en ocupar este cargo, con el entendimiento de que solo sería una asignación temporal hasta encontrar a un reemplazo permanente; renunció a finales de 1977 y fue reemplazado por Jim Shooter.
Mientras Goodwin fue editor en jefe, Marvel aseguró los derechos para publicar la adaptación a historieta de la película Star Wars y una serie de historietas basada en ella, la cual se vendió excepcionalmente bien en un momento en que la industria del cómic estaba en grave declive, en parte debido a la escasez de otros productos Star Wars. Goodwin recordó sobre el cómic de Star Wars: «eso realmente funcionó... pero no puedo tomar ningún crédito por ello. Roy Thomas es quien lo trajo a Marvel y tuvo que presionar un poco para que lo hicieran».
Goodwin fue el sucesor de Thomas en la adaptación de los personajes de Star Wars junto con el artista Carmine Infantino, además de continuar la historia una tira de prensa también basada en esta serie de películas. Goodwin escribió las tiras firmando con su nombre, aunque distintas fuentes afirman erróneamente que usó los seudónimos RS Helm y Russ Helm. El escritor Mark Evanier corrigió esta concepción errónea al afirmar que: «Archie escribió la tira de prensa de Star Wars (así como otro material de Star Wars ) pero únicamente bajo su propio nombre. Russ Helm era una persona completamente diferente que escribía bajo su propio nombre».
Durante el periodo de Goodwin e Infantino en la serie de Star Wars esta fue una de las más vendidas de la industria. Goodwin también escribió adaptaciones de cómics para Marvel de las dos secuelas de Star Wars, así como de otras películas de ciencia ficción como Close Encounters of the Third Kind y Blade Runner . En 1979, Goodwin escribió una adaptación de la película Alien: el octavo pasajero llamada Alien: The Illustrated Story, con arte de Walt Simonson y publicada por la revista Heavy Metal.

#### Epic
Después de que Marvel Comics dejó de publicar Heavy Metal, la edición estadounidense de la revista francesa de historietas Metal Hurlant, se le pidió al editor en jefe Jim Shooter que produjera un título alternativo, que resultó en la publicación de Epic Illustrated. Esta revista fue editada en un principio por Rick Marschall, pero Shooter se acercó al editor Stan Lee para que fuera reemplazado: 
Le dije a Stan: «Hay un tipo que podría hacer esto. No sé si podemos conseguirlo». Él dijo: «¿Quién es ese?» Archie Goodwin. La razón por la que no pensé que podríamos conseguirlo es porque él solía ser mi jefe y no sabía cómo se sentiría si regresaba y yo fuera su jefe.
Goodwin en ese momento trabajaba para Marvel como escritor y Shooter recuerda haber tramado un plan en el que la compañía «fingía que Archie estaba bajo el cargo de Stan. En realidad, yo hacía todo el papeleo y todas las revisiones de empleado y los presupuestos» para que Goodwin tuviera la ilusión de no trabajar para su sucesor. En el otoño de 1979, Marschall fue despedido y Goodwin fue contratado como editor de Epic.
Después del éxito moderado de la revista Epic y de las novelas gráficas propiedad de los creadores, Shooter se acercó a Goodwin para producir una línea completa de cómics propiedad de sus creadores, Epic Comics. Goodwin inicialmente se opuso a la carga de trabajo adicional y Shooter asignó la línea a Al Milgrom pero finalmente aceptó el cargo de editor.
Goodwin fue editor de la primera traducción al inglés del manga Akira de Katsuhiro Otomo y publicó traducciones al inglés de la obra de Jean Giraud, también conocido como Moebius.

### Regreso a DC
Goodwin regresó a DC Comics como editor y escritor en 1989.
En 1991 Goodwin escribió junto con Dennis O'Neil y con dibujo de Dan Jurgens el evento Armageddon 2001; un crossover publicado como una serie limitada de dos números y en la mayoría de las publicaciones anuales que DC de ese año.
En 1992 escribió la novela gráfica Batman: Night Cries  ilustrada por Scott Hampton. A lo largo de la década de 1990, Goodwin editó distintos proyectos de Batman, tales como la serie del sello Elseworlds Batman: Thrillkiller, el one-shot Batman: Mitefall, escrito por Alan Grant e ilustrado por Kevin O'Neill, una parodia del arco narrativo Batman: Knightfall, Batman: Legends of the Dark Knight y Azrael. El trabajo de Goodwin en Creepy ha sido citado por el editor Mark Chiarello como inspiración para la serie Batman: Black & White.
Entre los proyectos más notables de Goodwin como editor se encuentran Starman (1994), escrito por James Robinson, y Batman: The Long Halloween (1996-1997) escrito por Jeph Loeb y dibujado por Tim Sale. El primer trabajo de Loeb y Sale sobre Batman apareció en Batman: Legends of the Dark Knight Halloween Special #1 (diciembre de 1993) editado por Goodwin, y Loeb ha dicho que se inspiró en Goodwin al escribir el personaje James Gordon en The Long Halloween y su secuela Batman: Dark Victory. Por su parte, Robinson, quien consideraba a Goodwin tanto un mentor como un amigo personal cercano, lo describió como una «luz guía» en los números de Starman publicados después de la muerte de Goodwin. 

### Muerte
Goodwin murió de cáncer el primero de marzo de 1998, después de luchar contra la enfermedad durante diez años.

## Premios
El trabajo de Goodwin recibió una gran cantidad de reconocimientos en la industria, incluido el Premio Shazam de 1973 por Mejor Escritor (División Dramática) y el Premio Shazam de 1974 al Mejor Escritor (División Dramática) por la serie Manhunter, publicada en Detective Comics #437– 443. También ganó los premios Shazam, compartidos con Walt Simonson, a la Mejor Historia Corta Individual por «The Himalayan Incident» en Detective Comics #437 y por «Cathedral Perilous» en Detective Comics #441, en 1973, así como a la Mejor Historia Larga Individual por «Götterdämmerung« en Detective Comics #443, en 1974. Ganó los premios Eisner «Bob Clampett Humanitarian» en 1992 y por Mejor Editor en 1993. En 1998 ingresó al Salón de la Fama de Eisner.
En 2008, fue uno de los dos ganadores con el Premio Bill Finger, que anualmente honra a un creador de cómics vivo y a otro fallecido; el premio se entregó el 25 de julio de 2008 durante la ceremonia de entrega de los premios Eisner en la Comic-Con de San Diego.
En 1998 fue nombrado póstumamente como parte del Cuadro de Honor del National Comics Award.
En 2007 fue incluido en el Salón de la Fama de los Dibujantes de Oklahoma en Pauls Valley, Oklahoma, ubicado en el Toy and Action Figure Museum.

## Apariciones en cómics
Goodwin hace un cameo en una escena grupal de volumen Ms. Marvel vol. 1 #15, con globos de pensamiento que lo muestran probando varios apodos para sí mismo.
En The Batman Adventures, un spin-off de Batman: la serie animada, Goodwin aparece como el Mr. Nice, un súper villano, junto The Mastermind, una caricatura de Mike Carlin, y The Perfessor, una caricatura de Dennis O'Neil. En Batman: Gotham Adventures #13 (junio de 1999) estos tres personajes hacen su última aparición y el número es dedicado a la memoria de Archie Goodwin.
Su nombre aparece en los cómics de Star Wars de Marvel, en la forma de las palabras extraterrestres «Niwdoog Eihcra», su nombre al revés.
Un personaje basado en él aparece en el número 82 de Cerebus the Aadvark, como un personaje que repite todo lo que dice Thrunk, una estatua gigante de piedra viviente, que después lo aplasta al pisarlo. La escena ha interpretado con frecuencia como una alegoría de la relación de Goodwin con Jim Shooter, pero Dave Sim, el creador de Cerebus, lo niega y ha dicho: «no tengo nada excepto el mayor respeto por Archie y de ninguna manera pretendí nada más que un pequeño "hola" para uno de mis neoyorquinos favoritos».
El aeropuerto de la ciudad ficticia de Gotham, hogar de Batman, se llama Goodwin, en su honor.
En What The--?! #5, de Marvel Comics, Goodwin aparece como el Rey Archibald el Primero en el cuento The Alien-Ated Legion, que hace una parodia al enfoque maduro del sello editorial Epic Comics; en los últimos paneles, el Rey Archibald afirma que nunca le han interesado los cómics de superhéroes.

### Atlas Comics
- The Destructor #1–3 (1975)

### DC Comics
- All-Out War #4-5 (1980)
- Armageddon 2001 #1 (1991)
- Batman Black and White #1, 4 (1996)
- Batman: Legends of the Dark Knight #132-136 (2000)
- Batman: Night Cries HC (1992)
- Detective Comics #437-443, Annual #3 (1973-1974, 1990)
- G.I. Combat #158-168, 170, 172-173 (Haunted Tank) (1973-1974)
- House of Mystery #198 (1972)
- Manhunter: The Special Edition TPB (1999)
- Our Fighting Forces #146, 150 (1973-1974)
- Showcase '95 #11 (1995)
- Star Spangled War Stories #167-171, 176, 189, 197 (1973-1976)
- Unknown Soldier #234 (1979)

### Heavy Metal
- Alien: The Illustrated Story (1979)

### Marvel Comics
- The Amazing Spider-Man 150, Annual #11 (1975-1977)
- Bizarre Adventures #28 (1981)
- Capt. Savage and His Leatherneck Raiders #7 (1968)
- Captain Marvel #16 (1969)
- Dazzler #38-42 (1985-1986)
- Epic Illustrated #2-3, 13, 17-24, 27, 29, 31-32, 34 (1980-1986)
- Fantastic Four #115-118, 182 (1971-1977)
- Hero for Hire #2-4 (1972)
- Heroes for Hope Starring the X-Men #1 (1985)
- The Incredible Hulk #106, 148-151, 154-157 (1968-1972)
- Iron Man #1-28, 88-90 (1968-1976)
- Iron Man and Sub-Mariner #1 (1968)
- Justice #1 (1986)
- Kull and the Barbarians #2 (1975)
- Marvel Premiere #4 (Doctor Strange) (1972)
- Marvel Spotlight #32 (Spider-Woman) (1977)
- Marvel Spotlight vol. 2 #4 (Captain Marvel) (1980)
- Marvel Super Action #1 (Punisher) (1976)
- Marvel Super Special #3 (Close Encounters of the Third Kind); #16 (The Empire Strikes Back); #22 (Blade Runner); #27 (Return of the Jedi) (1978-1983)
- Marvel Super-Heroes #15 (Medusa) (1968)
- Marvel Super-Heroes vol. 2 #4 (Spider-Man y Nick Fury) (1990)
- Nick Fury, Agent of S.H.I.E.L.D. #6-7 (1968)
- Nightmask #1-2, 4, 8 (1986-1987)
- Pizzazz #7-16 (1978-1979)
- Power Man and Iron Fist #103-104, 108 (1984)
- Rawhide Kid #79 (1970)
- Savage Sword of Conan #1, 3-4 (1974-1975)
- Savage Tales #11 (1975)
- Savage Tales vol. 2 #1, 2, 8 (1985-1986)
- Sgt. Fury and his Howling Commandos #74 (1970)
- The Spectacular Spider-Man #4-5, 7-8, 15 (1977-1978)
- Star Wars #11-23, 25-45, 47, 50, 98 (1978-1985)
- Tales of Suspense #99 (Iron Man) (1968)
- Tales to Astonish #99, 101 (Namor) (1968)
- The Tomb of Dracula #3-4 (1972)
- Unknown Worlds of Science Fiction Annual #1 (1976)
- Wolverine #17-23 (1989-1990)
- Wolverine/Nick Fury: The Scorpio Connection HC (1989)